# Gunnesby
Gunnesby är en småort på Hisingen i stadsdelen Säve (Säve socken)  Göteborgs kommun, Västra Götalands län.